# Katee Sackhoff
Kathryn Ann "Katee" Sackhoff (sinh ngày 8 tháng 4 năm 1980) là một diễn viên người Mỹ nổi tiếng nhất với vai diễn Trung úy Kara "Starbuck" Thrace trên chương trình truyền hình của kênh Syfy mang tên Battlestar Galactica (2003–2009). Cô được đề cử bốn giải Sao Thổ cho công việc của mình trên Battlestar Galactica, giành giải thưởng cho Nữ diễn viên phụ truyền hình xuất sắc nhất năm 2005.
Sackhoff cũng đã đóng vai chính trong bộ phim truyền hình ngắn The Fearing Mind (2000–2001) và The Education of Max Bickford (2001–2002). Cô cũng có các vai diễn định kỳ trong các phim truyền hình như Bionic Woman (2007), Robot Chicken (2007–2016), Nip/Tuck (2009), CSI: Crime Scene Investigation (2010–2011), Star Wars: The Clone Wars (2012–2013), và có một vai chính tên Dana Walsh trong phần 8 của 24 (2010). Cô hiện đang thủ vai Phó cảnh sát trưởng Victoria "Vic" Moretti trong loạt phim Longmire của Netflix (2012–nay).
Cô cũng có vai chính trong các phim điện ảnh như Halloween: Resurrection (2002), White Noise: The Light (2007), Batman: Year One (2011), The Haunting in Connecticut 2: Ghosts of Georgia, Sexy Evil Genius, Riddick và Oculus (2013).

## Cuộc sống
Sackhoff được sinh ra tại Portland, Oregon và lớn lên tại St. Helens, Oregon. Mẹ của cô là Mary làm việc như một giảng viên Văn học và cha của cô ấy là ông Dennis, một người phát triển nhà đất. Anh trai của cô Erick, là đồng sở hữu của một cửa hàng sửa xe gần Portland. Cô tốt nghiệp trường trung học Sunset tại Beaverton vào năm 1998. Cô bắt đầu bơi từ khi còn nhỏ và tới trung học cô lên kế hoạch theo đuổi sự nghiệp thể thao cho đến khi đầu gối phải của cô bị thương. Điều này đã khiến cô bắt đầu tập yoga mà cô vẫn tiếp tục cho đến ngày hôm nay và theo đuổi đam mê diễn xuất.

## Sự nghiệp

### Điện ảnh
| Năm  | Tên                                              | Vai diễn                  | Notes      |
| ---- | ------------------------------------------------ | ------------------------- | ---------- |
| 2001 | My First Mister                                  | Ashley                    |            |
| 2002 | Halloween: Resurrection                          | Jen                       |            |
| 2007 | White Noise: The Light                           | Sherry Clarke             | Main role  |
| 2007 | The Last Sentinel                                | Girl                      |            |
| 2011 | Batman: Year One                                 | Det. Sarah Essen (voice)  | Video      |
| 2012 | Campus Killer                                    | Suzanne                   |            |
| 2013 | The Haunting in Connecticut 2: Ghosts of Georgia | Joyce                     |            |
| 2013 | Sexy Evil Genius                                 | Nikki Franklyn            |            |
| 2013 | Riddick                                          | Dahl                      |            |
| 2014 | Oculus                                           | Marie Russell             |            |
| 2014 | Tell                                             | Beverley                  |            |
| 2015 | Power/Rangers                                    | Kimberly Scott (née Hart) | Short film |
| 2015 | Don't Knock Twice                                |                           |            |
| 2015 | Girl Flu                                         | Jenny                     |            |

### Truyền hình
| Năm          | Tên                            | Vai diễn                     | Notes                                    |
| ------------ | ------------------------------ | ---------------------------- | ---------------------------------------- |
| 1998         | Fifteen and Pregnant           | Karen Gotarus                | TV film                                  |
| 1999         | Locust Valley                  | Claire Shaw                  | TV film                                  |
| 1999         | Zoe, Duncan, Jack and Jane     | Susan                        | Episode: "Sympathy for Jack"             |
| 1999         | Chicken Soup for the Soul      | Claire                       | Episode: "Starlight, Star Bright"        |
| 1999         | Hefner: Unauthorized           | Mary                         | TV film                                  |
| 2000         | Undressed                      | Annie                        | 4 episodes                               |
| 2000–2001    | The Fearing Mind               | Lenore Fearing               | 13 episodes                              |
| 2001–2002    | The Education of Max Bickford  | Nell Bickford                | 22 episodes                              |
| 2002         | ER                             | Jason's Girlfriend           | Episode: "A Hopeless Wound"              |
| 2003         | Battlestar Galactica           | Kara "Starbuck" Thrace       | TV miniseries                            |
| 2003         | Boomtown                       | Holly                        | Episode: "The Big Picture"               |
| 2004         | Cold Case                      | Terri Maxwell (1969)         | Episode: "Volunteers"                    |
| 2004–2009    | Battlestar Galactica           | Kara "Starbuck" Thrace       | 71 episodes                              |
| 2007         | The Wedding Wish               | Sara Jacob                   | TV film                                  |
| 2007         | Bionic Woman                   | Sarah Corvus                 | 5 episodes                               |
| 2007         | Battlestar Galactica: Razor    | Capt. Kara "Starbuck" Thrace | TV film                                  |
| 2007–2016    | Robot Chicken                  | Various (voice)              | 10 episodes                              |
| 2008         | Law & Order                    | Dianne Cary                  | Episode: "Knock Off"                     |
| 2009         | Lost and Found                 | Tessa Cooper                 | TV pilot                                 |
| 2009         | Nip/Tuck                       | Dr. Theodora "Teddy" Rowe    | 4 episodes                               |
| 2009, 2010   | The Big Bang Theory            | Herself                      | 2 episodes                               |
| 2010         | Boston's Finest                | Julia Scott                  | TV film                                  |
| 2010         | 24                             | Dana Walsh                   | 20 episodes                              |
| 2010         | Futurama                       | Grrrl (voice)                | Episode: "Lrreconcilable Ndndifferences" |
| 2010–2011    | CSI: Crime Scene Investigation | Det. Frankie Reed            | 3 episodes                               |
| 2011         | The Super Hero Squad Show      | She-Hulk (voice)             | Episode: "So Pretty When They Explode!"  |
| 2011         | Workaholics                    | Rachel                       | Episode: "Karl's Wedding"                |
| 2012–2013    | Star Wars: The Clone Wars      | Bo-Katan (voice)             | 4 episodes                               |
| 2012–Present | Longmire                       | Victoria "Vic" Moretti       | 43 episodes                              |
| 2015         | Rain                           |                              | in production(writer, exec prod)         |
| 2016         | Star Wars Rebels               | Bo-Katan Kryze (voice)       |                                          |

### Trò chơi
| Năm  | Tên                         | Vai diễn                | Notes                                 |
| ---- | --------------------------- | ----------------------- | ------------------------------------- |
| 2007 | Halo 3                      | Female Marine 3 (voice) | Video game                            |
| 2008 | Resistance 2                | Cassie Aklin (voice)    | Video game                            |
| 2011 | Spider-Man: Edge of Time    | Black Cat 2099 (voice)  | Video game                            |
| 2015 | Call of Duty: Black Ops III | Sarah Hall              | Voice role Motion capture performance |
| 2016 | Eve: Valkyrie               | Rán Kavik               | Voice role                            |